# Enrico Giulio di Brunswick-Lüneburg
Enrico Giulio di Brunswick-Lüneburg (Hessen am Fallstein, 15 ottobre 1564 – Praga, 30 luglio 1613) è stato un vescovo luterano tedesco, duca di Brunswick-Lüneburg e principe Wolfenbüttel dal 1589 fino alla sua morte.

## Biografia
Nato a Hessen am Fallstein, Enrico Giulio era il figlio maggiore di Giulio di Brunswick-Lüneburg. Egli fu educato secondo i canoni dell'epoca, e divenne il primo rettore della neo-fondata Università di Helmstedt nel 1576. Quando aveva appena dodici anni, partecipava ai dibattiti teologici della facoltà e imparò il latino. Successivamente, studiò legge e venne impiegato dal padre come giudice di tribunale. Egli era anche portato per l'architettura e disegnò numerose costruzioni tra cui il Juleum novum, la principale struttura dell'Università di Helmstedt, e la cattedrale Beatae Mariae Virginis a Wolfenbüttel. Negli anni 1593 e 1594, egli scrisse undici opere teatrali, che sfortunatamente per lui non ebbero successo; comunque, una di queste era basata sulle avventure del Barone di Münchhausen, che divenne famoso due secoli più tardi.
Già nel 1566, all'età di due anni, venne eletto Vescovo di Halberstadt dal capitolo della cattedrale; comunque, la condizione della sua elezione era che la cattedrale ed il capitolo sarebbero stati in suo potere sin tanto che avesse raggiunto i 14 anni d'età. Quando rinunciò all'amministrazione del Vescovato nel 1578, divenne attivo come reggente temporale quanto lo era stato come reggente religioso. Egli costruì un canale d'irrigazione attraverso la Großes Bruch, una palude situata tra Hornburg e Oschersleben. Egli promosse la riforma dell'educazione nel Vescovato e completò la Riforma Protestante, aiutando i prelati cattolici a mantenere i propri privilegi — anche se non permise ai sacerdoti di avere delle amanti.
Nel 1589, il duca Giulio, padre di Enrico Giulio, morì, ed il figlio gli succedette come reggente di Wolfenbüttel. Egli sostituì la Legge Sassone con la Legge Romana, ed al posto di nobili locali che avevano la funzione di avvocati accademici, li sostituì con giudici in piena regola. Enrico Giulio è divenuto famoso per la persecuzione che operò contro ebrei e streghe. Egli perse il controllo delle finanze dello Stato e creò ben presto un notevole debito pubblico. I diritti dei nobili vennero ridotti; a causa di questo, i nobili locali denunciarono Enrico Giulio alla Corte Imperiale di Spira, prima che venisse firmato un compromesso nel 1601. Un conflitto più serio intercorse tra Enrico Giulio e la città di Brunswick; la città si rifiutò di riconoscere la sua autorità sin tanto che egli avrebbe riconfermato i suoi tradizionali privilegi. Enrico Giulio non era certo arrendevole di carattere e nel 1605 scoppiò una vera e propria guerra civile tra la città ed il Duca. L'appello fatto dalla cittadinanza al Re Cristiano IV di Danimarca non ebbe successo; nel 1606, l'Imperatore Rodolfo II bandì la città dall'impero.
Nel 1607, Enrico Giulio si recò alla corte dell'Imperatore a Praga di modo da negoziare i dettagli del bando. Egli si guadagnò l'amicizia dell'imperatore, e divenne il suo "direttore capo", una posizione che aveva molta influenza negli affari dell'Impero. In questa posizione, egli era intenzionato a risolvere i conflitti tra Rodolfo e suo fratello, Mattia, e lo assistette per appianare le differenze di trattamento tra cattolici e protestanti in Boemia. Al ritorno, Enrico Giulio aveva ottenuto il totale supporto dell'Imperatore nella questione della città di Brunswick.
Quando Rodolfo morì nel 1612, Enrico Giulio ritornò a Praga per consultare il suo successore, Mattia. Qui egli morì per uno shock anafilattico l'anno seguente. Venne sepolto nella cattedrale di Wolfenbüttel.
Amante delle arti, fu il mecenate per la costruzione dell'organo della cappella del castello di Gröningen e di quello della cappella del castello di Frederiksborg.

## Matrimoni ed eredi
Enrico Giulio sposò prima Dorotea (4 ottobre 1563 – 13 febbraio 1587), figlia di Augusto, elettore di Sassonia, il 26 settembre 1585. Ebbero una sola figlia:
- Dorotea Edvige di Brunswick-Wolfenbüttel (13 febbraio 1587 – 16 ottobre 1609), sposò Rodolfo, principe di Anhalt-Zerbst, morì di parto come sua madre prima di lei.

Enrico Giulio si sposò una seconda volta con Elisabetta di Danimarca (25 agosto 1573 – 19 giugno 1626), figlia del re Federico II di Danimarca, il 19 aprile 1590. Ebbero dieci figli:
- Federico Ulrico (15 aprile 1591 – 21 agosto 1634)
- Sofia Edvige (20 febbraio 1592 – 23 gennaio 1642), sposò Ernesto Casimiro, principe di Nassau-Dietz
- Elisabetta (23 giugno 1593 – 25 marzo 1650), sposò Augusto, duca di Sassonia, e Giovanni Filippo, duca di Sassonia-Altenburg
- Edvige (19 febbraio 1595 – 26 giugno 1650), sposò Ulrico, duca di Pomerania
- Dorotea (8 luglio 1596 – 1º settembre 1643), sposò Cristiano Guglielmo di Brandeburgo, figlio di Gioacchino III Federico, elettore di Brandeburgo
- Enrico Giulio (7 ottobre 1597 – 11 luglio 1606)
- Cristiano (1599–1626)
- Rodolfo (15 giugno 1602 – 13 giugno 1616)
- Enrico Carlo (4 settembre 1609 – 11 giugno 1615)
- Anna Augusta (19 maggio 1612 – 17 febbraio 1673), sposò Giorgio Luigi, principe di Nassau-Dillenburg

## Ascendenza
|                                         |                             |                                    | Genitori                       |  |  | Nonni |  |  | Bisnonni                        |  |  | Trisnonni                          |  |
|                                         |                             |                                    |                                |  |  |       |  |  | Enrico IV di Brunswick-Lüneburg |  |  | Guglielmo IV di Brunswick-Lüneburg |  |
|                                         |                             |                                    |                                |  |  |       |  |  | Enrico IV di Brunswick-Lüneburg |  |  | Guglielmo IV di Brunswick-Lüneburg |  |
|                                         |                             | Elisabetta di Stolberg-Weningerode |                                |  |  |       |  |  | Enrico IV di Brunswick-Lüneburg |  |  |                                    |  |
| Enrico V di Brunswick-Lüneburg          |                             |                                    |                                |  |  |       |  |  | Enrico IV di Brunswick-Lüneburg |  |  |                                    |  |
|                                         |                             | Caterina di Pomerania-Wolgast      | Eric II di Pomerania-Wolgast   |  |  |       |  |  |                                 |  |  |                                    |  |
|                                         |                             | Caterina di Pomerania-Wolgast      | Eric II di Pomerania-Wolgast   |  |  |       |  |  |                                 |  |  |                                    |  |
|                                         |                             | Caterina di Pomerania-Wolgast      | Sofia di Pomerania-Stolp       |  |  |       |  |  |                                 |  |  |                                    |  |
| Giulio di Brunswick-Lüneburg            |                             | Caterina di Pomerania-Wolgast      |                                |  |  |       |  |  |                                 |  |  |                                    |  |
|                                         |                             | Enrico di Württemberg              | Ulrico V di Württemberg        |  |  |       |  |  |                                 |  |  |                                    |  |
|                                         |                             | Enrico di Württemberg              | Ulrico V di Württemberg        |  |  |       |  |  |                                 |  |  |                                    |  |
|                                         |                             | Enrico di Württemberg              | Elisabetta di Baviera-Landshut |  |  |       |  |  |                                 |  |  |                                    |  |
| Maria di Württemberg-Mömpelgard         |                             | Enrico di Württemberg              |                                |  |  |       |  |  |                                 |  |  |                                    |  |
|                                         |                             | Eva di Salm                        | …                              |  |  |       |  |  |                                 |  |  |                                    |  |
|                                         |                             | Eva di Salm                        | …                              |  |  |       |  |  |                                 |  |  |                                    |  |
|                                         |                             | Eva di Salm                        | …                              |  |  |       |  |  |                                 |  |  |                                    |  |
| Enrico Giulio di Brunswick-Wolfenbüttel |                             | Eva di Salm                        |                                |  |  |       |  |  |                                 |  |  |                                    |  |
|                                         | Gioacchino I di Brandeburgo | Giovanni I di Brandeburgo          |                                |  |  |       |  |  |                                 |  |  |                                    |  |
|                                         | Gioacchino I di Brandeburgo | Giovanni I di Brandeburgo          |                                |  |  |       |  |  |                                 |  |  |                                    |  |
|                                         | Gioacchino I di Brandeburgo | Margherita di Sassonia             |                                |  |  |       |  |  |                                 |  |  |                                    |  |
| Gioacchino II di Brandeburgo            | Gioacchino I di Brandeburgo |                                    |                                |  |  |       |  |  |                                 |  |  |                                    |  |
|                                         |                             | Elisabetta di Danimarca            | Giovanni di Danimarca          |  |  |       |  |  |                                 |  |  |                                    |  |
|                                         |                             | Elisabetta di Danimarca            | Giovanni di Danimarca          |  |  |       |  |  |                                 |  |  |                                    |  |
|                                         |                             | Elisabetta di Danimarca            | Cristina di Sassonia           |  |  |       |  |  |                                 |  |  |                                    |  |
| Edvige di Brandeburgo                   |                             | Elisabetta di Danimarca            |                                |  |  |       |  |  |                                 |  |  |                                    |  |
|                                         |                             | Sigismondo I Jagellone             | Casimiro IV Jagellone          |  |  |       |  |  |                                 |  |  |                                    |  |
|                                         |                             | Sigismondo I Jagellone             | Casimiro IV Jagellone          |  |  |       |  |  |                                 |  |  |                                    |  |
|                                         |                             | Sigismondo I Jagellone             | Elisabetta d'Asburgo           |  |  |       |  |  |                                 |  |  |                                    |  |
| Edvige di Polonia                       |                             | Sigismondo I Jagellone             |                                |  |  |       |  |  |                                 |  |  |                                    |  |
|                                         |                             | Barbara Zápolya                    | Stephan Zápolya                |  |  |       |  |  |                                 |  |  |                                    |  |
|                                         |                             | Barbara Zápolya                    | Stephan Zápolya                |  |  |       |  |  |                                 |  |  |                                    |  |
|                                         |                             | Barbara Zápolya                    | Jadwiga di Teschen             |  |  |       |  |  |                                 |  |  |                                    |  |
|                                         |                             | Barbara Zápolya                    |                                |  |  |       |  |  |                                 |  |  |                                    |  |